# Función elemental
En matemáticas, una función elemental es una función construida a partir de una cantidad finita de funciones elementales fundamentales y constantes mediante operaciones racionales (adición, sustracción, multiplicación y división) y la composición de funciones. Usando exponenciales, logarítmicas, potenciales, constantes, y las funciones trigonométricas y sus inversas, todas consideradas dentro del grupo de funciones elementales fundamentales.
Las funciones elementales son un subconjunto del conjunto de las funciones generadas a partir de las funciones especiales, mediante operaciones elementales y composición.

## Lista de funciones elementales simples
Hay otros autores que denominan funciones elementales fundamentales, que tampoco consideran a la función constante como función elemental fundamental.
Hay distintos procedimientos para representar las funciones. Sin embargo, asume peculiar importancia el procedimiento de representarlas por fórmulas. Esto se ve en las que se denominan funciones elementales o bien simples, entre ellas:
1. Función constante: {\displaystyle f(x)=c}
2. Función identidad: {\displaystyle f(x)=x}
3. Función cuadrática: {\displaystyle f(x)=x^{2}}
4. Función cúbica: {\displaystyle f(x)=x^{3}}
5. Función raíz o función irracional: {\displaystyle f(x)={\sqrt {x}}}, con x ≥ 0.
6. Función potencial: {\displaystyle f(x)=x^{n}}, n ∈ ℝ con n ≠ 0. Notemos que la función cuadrática, la función cúbica son casos particulares de esta función.
7. Función exponencial: {\displaystyle f(x)=a^{x}}, x ∈ ℝ y a ∈ ℝ+
8. Función logarítmica: {\displaystyle f(x)=\log _{a}(x)}, x ∈ ℝ+; a ∈ ℝ+ con a ≠ 1.

Funciones trigonométricas
1. Función seno: {\displaystyle f(x)=\sin(x)}
2. Función coseno: {\displaystyle f(x)=\cos(x)}
3. Función tangente: {\displaystyle f(x)=\tan(x)={\frac {\sin(x)}{\cos(x)}}}, con x ≠ (2k + 1)π/2; k ∈ ℤ.
4. Función secante: {\displaystyle f(x)=\sec(x)}, con x ≠ (2k + 1)π/2; k ∈ ℤ.
5. Función cosecante: {\displaystyle f(x)=\csc(x)}, con x ≠ kπ; k ∈ ℤ.
6. Función cotangente: {\displaystyle f(x)=\cot(x)}, con x ≠ kπ; k ∈ ℤ.

Funciones trigonométricas inversas
1. Función arcoseno: {\displaystyle f(x)=\arcsin(x)}, con x ∈ [-1, 1]
2. Función arcocoseno: {\displaystyle f(x)=\arccos(x)}, con x ∈ [-1, 1]
3. Función arcotangente: {\displaystyle f(x)=\arctan(x)}

### Generación de funciones elementales
Si las funciones anteriores se combinan, pudiendo usar, un número finito de veces, las operaciones de adición, resta, multiplicación, división y composición de funciones, se consiguen, nuevamente, funciones elementales. Ciertamente, más complicadas que las de la lista precedente

## Ejemplos
Un ejemplo de función elemental es el siguiente:

{\displaystyle F(x):={\frac {e^{\tan(x)}}{1-x^{2}}}\sin \left({\sqrt {1+\ln ^{2}x}}\,\right)}

Esta función es elemental ya que puede obtenerse recursivamente a partir de combinaciones de funciones claramente elementales:
{\displaystyle f_{1}(x)=\tan(x)\,}
{\displaystyle f_{2}(x)=e^{x}\,}
{\displaystyle f_{3}(x)=x^{2}\,}
{\displaystyle f_{4}(x)=\ln(x)\,}
{\displaystyle f_{5}(x)={\sqrt {x}}\,}
{\displaystyle f_{6}(x)=\sin(x)\,}
En el siguiente orden:
1. {\displaystyle g_{1}(x)=f_{1}(x)=\tan(x)\quad \rightarrow \quad g_{2}(x)=(f_{2}\circ f_{1})(x)=e^{\tan(x)}\,}
2. {\displaystyle g_{3}(x)={\frac {g_{2}(x)}{1-f_{3}(x)}}={\frac {(f_{2}\circ f_{1})(x)}{1-f_{3}(x)}}={\frac {e^{\tan(x)}}{1-x^{2}}}}
3. {\displaystyle h_{1}(x)=f_{4}(x)\quad \rightarrow \quad h_{2}(x)=f_{3}(h_{1}(x))=(f_{3}\circ f_{4})(x)=\ln ^{2}x}
4. {\displaystyle h_{3}(x)=1+h_{2}(x)=1+\ln ^{2}x\quad \rightarrow \quad h_{4}(x)=f_{5}(h_{3}(x))={\sqrt {1+\ln ^{2}x}}}
5. {\displaystyle h_{5}(x)=f_{6}(h_{4}(x))=(f_{6}\circ h_{4})(x)=\sin({\sqrt {1+\ln ^{2}x}})}
6. {\displaystyle F(x)=g_{3}(x)\cdot h_{5}(x)}

Otro ejemplo curioso de función elemental es el siguiente:

{\displaystyle \,\ln(-x^{2})}.

El dominio de esta última función no incluye ningún número real.
Un ejemplo de una función que no es elemental es la función error:

{\displaystyle \mathrm {erf} (x)={\frac {2}{\sqrt {\pi }}}\int _{0}^{x}e^{-t^{2}}\,dt},

hecho que no puede ser reconocido a simple vista a partir de la definición de la función elemental pero que se puede demostrar mediante el algoritmo de Risch.
El concepto de funciones elementales fue desarrollado por Joseph Liouville en una serie de trabajos entre 1833 y 1841. Durante la década de 1930 Joseph Fels Ritt fue pionero en el tratamiento algebraico de las funciones elementales.

## Álgebra diferencial
En el contexto del álgebra diferencial se define matemáticamente una función elemental, o una función expresada en forma elemental. Un álgebra diferencial es un álgebra sobre un cuerpo con la operación adicional de derivada (versión algebraica de la diferenciación). Utilizando la operación derivación se pueden escribir nuevas ecuaciones y sus soluciones pueden ser usadas en extensiones de cuerpos del álgebra. Las funciones elementales son una extensión de las funciones racionales, se pueden añadir dos tipos de extensiones trascendentales (los logaritmos y las exponenciales).
Un cuerpo diferenciable F es un campo F0 (las funciones racionales sobre los números racionales, por ejemplo) en el que se ha definido una aplicación de diferenciación u → ∂u (donde ∂u es una nueva función, de tal manera que para dos elementos del campo F0, la operación de diferenciación es lineal:

{\displaystyle \partial (u+v)=\partial u+\partial v}

y satisface la regla del producto:

{\displaystyle \partial (u\cdot v)=\partial u\cdot v+u\cdot \partial v\,}.

Un elemento h es una constante si ∂h = 0. Una función u de extensión diferencial F[u] de un campo diferencial F es una función elemental sobre F si la función u
- es algebraica en F, o
- es una exponencial, que es, ∂u = u ∂a para a ∈ F, o
- es un logaritmo, que es, ∂u = ∂a / a para a ∈ F.

(esto es el ).